# Episodi di 21 Jump Street (quarta stagione)
La quarta stagione della serie televisiva 21 Jump Street è stata trasmessa in anteprima negli Stati Uniti d'America dalla Fox dal 18 settembre 1989 al 6 luglio 1990.
| nº | Titolo originale                  | Titolo italiano | Prima TV USA      | Prima TV Italia |
| -- | --------------------------------- | --------------- | ----------------- | --------------- |
| 1  | Draw the Line                     |                 | 18 settembre 1989 |                 |
| 2  | Say It Ain't So, Pete             |                 | 25 settembre 1989 |                 |
| 3  | Eternal Flame                     |                 | 2 ottobre 1989    |                 |
| 4  | Come from the Shadows             |                 | 9 ottobre 1989    |                 |
| 5  | God Is a Bullet                   |                 | 16 ottobre 1989   |                 |
| 6  | Old Haunts in the New Age         |                 | 30 ottobre 1989   |                 |
| 7  | Out of Control                    |                 | 6 novembre 1989   |                 |
| 8  | Stand by Your Man                 |                 | 13 novembre 1989  |                 |
| 9  | Mike's P.O.V.                     |                 | 20 novembre 1989  |                 |
| 10 | Wheels and Deals, Part Two        |                 | 27 novembre 1989  |                 |
| 11 | Parental Guidance Suggested       |                 | 4 dicembre 1989   |                 |
| 12 | Things We Said Today              |                 | 18 dicembre 1989  |                 |
| 13 | Research and Destroy              |                 | 8 gennaio 1990    |                 |
| 14 | Change of Heart                   |                 | 15 gennaio 1990   |                 |
| 15 | Back from the Future              |                 | 29 gennaio 1990   |                 |
| 16 | 2245                              |                 | 5 febbraio 1990   |                 |
| 17 | Hi Mom                            |                 | 12 febbraio 1990  |                 |
| 18 | Awomp-Bomp-Aloobomp-Aloop-Bamboom |                 | 19 febbraio 1990  |                 |
| 19 | La Bizca                          |                 | 26 febbraio 1990  |                 |
| 20 | Last Chance High                  |                 | 19 marzo 1990     |                 |
| 21 | Unfinished Business               |                 | 9 aprile 1990     |                 |
| 22 | Shirts and Skins                  |                 | 30 aprile 1990    |                 |
| 23 | How I Saved the Senator           |                 | 7 maggio 1990     |                 |
| 24 | Rounding Third                    |                 | 14 maggio 1990    |                 |
| 25 | Everyday Is Christmas             |                 | 21 maggio 1990    |                 |
| 26 | Blackout                          |                 | 6 luglio 1990     |                 |